# Isole di Tillo
Le isole di Tillo (in russo Острова Тилло, ostrova Tillo) sono un gruppo di isole russe bagnate dal mare di Kara.
Amministrativamente fanno parte del distretto di Tajmyr del Territorio di Krasnojarsk, nel Circondario federale della Siberia.

## Geografia
Le isole sono situate poco a nord della baia di Voskresenskij (бухта Воскресенского, buctha Voskresenskogo) e a nord-est della penisola di Poljarnik (полуостров Полярника, poluostrov Poljarnika), lungo la costa di Chariton Laptev (берег Харитона Лаптева, bereg Charitona Lapteva), nella parte centrale della penisola del Tajmyr. Fanno parte della Riserva naturale del Grande Artico.
Si tratta di 2 isole principali e di 3 isolotti senza nome, che si sviluppano in direzione nord-sud, a pochi chilometri dal continente. Il punto più alto del gruppo è di 14 m s.l.m. sull'isola Pravdy Severa.
Sono coperte da vegetazione tipica della tundra e per gran parte dell'anno sono collegate alla terraferma dal ghiaccio.
In particolare, le isole sono:
- Isola Pravdy Severa (остров Правды Севера, in italiano "isola del vero nord"),[2] la più grande e la più meridionale, nonché quella con l'elevazione maggiore. Ha una forma allungata in direzione ovest-est e misura circa 5,7 km di lunghezza e 2 km di larghezza massima nella parte orientale. Si trova all'uscita della baia di Voskresenskij.
Sono presenti 3 piccoli laghi nella parte orientale e un lago-laguna in quella occidentale, separato dal mare da una sottile striscia di sabbia. Le estremità occidentale e orientale si chiamano, rispettivamente, capo Proščanija (мыс Прощания, 'mys Proščanija) e capo Granatovyj (мыс Гранатовый, mys Granatovyj). Lungo la costa meridionale si trovano due isolotti senza nome.
- Isola Trëch Medvedej (остров Трёх Медведей, "isola dei tre orsi"),[3] la più settentrionale. Si trova circa 1 km a nord del capo Proščanija. Ha una forma curva con la baia che si apre a sud-ovest e raggiunge un'altezza massima è di 7 m s.l.m. Lungo la costa occidentale c'è un isolotto senza nome.

## Storia
Le isole sono state scoperte dalla spedizione polare russa del 1900-1902 sulla goletta Zarja, sostenuta dall'Accademia delle Scienze e guidata dal geologo Eduard Gustav von Toll.
Sono state così chiamate in onore del geografo e cartografo russo Aleksej Andreevič Tillo.

## Isole adiacenti
- Isola Severomorcev (остров Североморцев, ostrov Severomorcev), a ovest di Pravdy Severa.
- Isole di Kaminskij (острова Каминского, ostrova Kaminskogo), a nord-est.
- Isola Golovatik (остров Головатик, ostrov Golovatik), a sud, all'interno della baia di Voskresenskij. 75°29′08.77″N 88°30′14.29″E
- Isola Slezka (остров Слезка, ostrov Slezka), a sud-ovest, all'interno della baia di Voskresenskij. 75°29′24.25″N 88°20′25.94″E
- Altre isolette senza nome si trovano a sud e sud-est, all'interno della baia di Voskresenskij, e a est, alla foce del fiume Granatovaja.